# Winfried Wilhelmy
Winfried Wilhelmy (* 1962 in Cochem) ist ein deutscher Kunsthistoriker.

## Werdegang
1981 machte er am Martin-von-Cochem-Gymnasium in seiner Geburtsstadt das Abitur. Nach einer begonnenen Ausbildung im Koblenzer Finanzamt studierte Wilhelmy von 1983 bis 1989 Kunstgeschichte, Klassische Archäologie und Neuere und Neueste Geschichte in Trier und Bochum. 1990 wurde er mit einer Arbeit zum altniederländischen Realismus in Trier promoviert. Er war daraufhin als wissenschaftlicher Mitarbeit am Bischöflichen Dom- und Diözesanmuseum Trier beschäftigt.
Ab 1991 war er wissenschaftlicher Mitarbeiter am Bischöflichen Dom- und Diözesanmuseum in Mainz. Seit November 2011 ist er Direktor des Hauses.
Neben thematisch überzeitlichen Ausstellungen und den zugehörigen Katalogen, die von ihm konzipiert und geschrieben wurden, zeichnet sich Wilhelmy insbesondere durch seine Forschungen zur Kunst des Spätmittelalters und der Frühen Neuzeit aus.

## Schriften (Auswahl)
- Der altniederländische Realismus und seine Funktionen. Studien zur kirchlichen Bildpropaganda des 15. Jahrhunderts. LIT, Münster 1993, ISBN 3-89473-446-9.
- Der Marienstätter Altar. In: Hans-Jürgen Kotzur (Hrsg.): Hochgotischer Dialog. Die Skulpturen der Hochaltäre von Marienstatt und Oberwesel im Vergleich. Worms 1993, S. 11–58.
- Rheinschiene versus Bistumsgrenze. Die Innenausstattung der Seitenkapellen des Mainzer Domes um 1300. In: Kunst in Hessen und am Mittelrhein. 36/37 (1996/97), S. 73–86.
- Oppenheim, Worms und Meister WB. Neue Forschungen zur Mainzer Sebastianslegende. In: Mainzer Zeitschrift. 96/97 (2001/02), S. 55–63.
- Zwischen Krummstab und Schnabelschuh. Kunstpolitik und Stiftungswesen an Rhein und Main im Zeitalter Johanns von Dalberg. In: Gerold Bönnen (Hrsg.): Der Wormser Bischof Johan von Dalberg (1482–1503) und seine Zeit (= Quellen und Abhandlungen zur mittelrheinischen Kirchgenschichte. Band 117). Mainz 2005, S. 187–205.
- (Hrsg.): Seliges Lächeln, höllisches Gelächter. Das Lachen in Kunst und Kultur des Mittelalters. Ausstellungskatalog. Schnell & Steiner, Regensburg 2012.
- (Hrsg.): Glanz der späten Karolinger. Erzbischof Hatto I. von Mainz (891–913). Von der Reichenau in den Mäuseturm. Ausstellungskatalog. Schnell & Steiner, Regensburg 2013.
- (Hrsg.): Schrei nach Gerechtigkeit. Leben am Mittelrhein am Vorabend der Reformation. Ausstellungskatalog. Schnell & Steiner, Regensburg 2015.
- mit Tino Licht (Hrsg.): In Gold geschrieben. Zeugnisse frühmittelalterlicher Schriftkultur in Mainz. Ausstellungskatalog. Schnell & Steiner, Regensburg 2017.